# Missioni del programma Constellation
Quella che segue è la Lista delle missioni del programma Constellation
| Ordine               | Mese               | Anno | Missione | Durata  | Equipaggio | Piattaforma di lancio | Note |
| -------------------- | ------------------ | ---- | -------- | ------- | ---------- | --------------------- | --- |
| 1                    | 28 ottobre         | 2009 | Ares I-X | ~2 min. | 0          | 39B                   | Test del primo stadio del lanciatore Ares I-X con quattro segmenti SRM e dello stadio superiore. |
| Missioni pianificate |                    |      |          |         |            |                       | |
| 2                    | agosto o settembre | 2013 | Ares I-Y | ~8 min. | 0          | 39B                   | Primo test di un lanciatore Ares I-Y con cinque segmenti, lo stadio superiore e un motore fittizio J-2 |
| 3                    | Gennaio            | 2014 | Orion 1  | ~14 gg  | 0          | 39B                   | Primo volo orbitale della navetta Orion senza equipaggio |
| 4                    | Marzo              | 2014 | Orion 2  | ~14 gg  | 2          | 39B                   | Prova generale per la prima missione con equipaggio, inclusa dimostrazione delle operazioni di rendezvous e di avvicinamento alla stazione spaziale. Primo aggancio con la stazione e primo volo orbitale con equipaggio. |
| 5                    | Giugno             | 2014 | Orion 3  | ~14 gg  | 2          | 39B                   | Secondo aggancio con la stazione spaziale. |
| 6                    | Settembre          | 2014 | Orion 4  | ~90 gg  | 3          | 39B                   | Prima missione cargo per la stazione spaziale, con rotazione dell'equipaggio |
| 7                    | Marzo              | 2015 | Orion 5  | ~180 gg | 3          | 39B                   | Missione verso la stazione spaziale con rotazione dell'equipaggio. |
| 8                    | Settembre          | 2015 | Orion 6  | ~30 gg  | 3          | 39B                   | Volo verso la stazione spaziale. |
| 9                    | Marzo              | 2016 | Orion 7  | ~30 gg  | 3          | 39B                   | Volo verso la stazione spaziale. |
| 10                   | Settembre          | 2016 | Orion 8  | ~180 gg | 3          | 39B                   | Volo verso la stazione spaziale. |
| 11                   | Marzo              | 2017 | Orion 9  | ~30 gg  | 3          | 39B                   | Volo verso la stazione spaziale. |
| 12                   | Settembre          | 2017 | Orion 10 | ~30 gg  | 3          | 39B                   | Volo verso la stazione spaziale. |
| 13                   | Marzo              | 2018 | Orion 11 | ~30 gg  | 3          | 39B                   | Volo verso la stazione spaziale. |
| 14                   | Giugno             | 2018 | Ares V-Y |         |            | 39A                   | Volo inaugurale dell'Ares V. |
| 15                   | Settembre          | 2018 | Orion 12 | ~30 gg  | 3          | 39B                   | Volo verso la stazione spaziale. |
| 16                   | Dicembre           | 2018 | Altair 1 |         |            | 39A                   | Volo inaugurale del modulo lunare Altair. |
| 17                   | Dicembre           | 2018 | Orion 13 | 21 gg   | 0          | 39B                   | Volo in orbita lunare senza equipaggio. Inaugurazione del modulo Altair 1. |
| 17b                  | Marzo              | 2019 | Orion 14 | ~7 gg   | 3          | 39B                   | Volo per la stazione spaziale |
| 18                   | Giugno             | 2019 | Altair 2 |         |            | 39A                   | modulo lunare per Orion 15 |
| 19                   | Giugno             | 2019 | Orion 15 | 21 gg   | 4          | 39B                   | Prima missione lunare con equipaggio. Primo atterraggio lunare del programma. Settimo atterraggio lunare in assoluto, il primo dal 1972.                                                                                  |
| 20                   | Settembre          | 2019 | Orion 16 | ~30 gg  | 3          | 39B                   | Volo per la stazione spaziale |
| 21                   | Dicembre           | 2019 | Altair 3 |         | 0          | 39A                   | modulo lunare per Orion 17 |
| 22                   | Dicembre           | 2019 | Orion 17 | 21 gg   | 4          | 39B                   | Ottavo atterraggio lunare con equipaggio. Secondo atterraggio lunare del programma |
| 23                   | Marzo              | 2020 | Orion 18 | ~30 gg  | 3          | 39B                   | Volo verso la stazione spaziale |
| 24                   | Giugno             | 2020 | Altair 4 |         | 0          | 39A                   | modulo lunare per Orion 19 |
| 25                   | Giugno             | 2020 | Orion 19 | 21 gg   | 4          | 39B                   | Nono atterraggio lunare con equipaggio. Terzo atterraggio lunare del programma |
| 26                   | Settembre          | 2020 | Orion 20 | ~30 gg  | 3          | 39B                   | Volo verso la stazione spaziale |
| 27                   | Febbraio           | 2021 | Orion 21 | ~28 gg  | 4          | 39B                   | Volo verso la stazione spaziale |
| 28                   | Maggio             | 2021 | Altair 5 |         | 0          | 39A                   | Modulo lunare per Orion 22 |
| 29                   | Maggio             | 2021 | Orion 22 | 21 gg   | 4          | 39B                   | Decimo atterraggio lunare con equipaggio. Quarto atterraggio lunare del programma |